# Synopsia fagaria
Synopsia fagaria là một loài bướm đêm trong họ Geometridae.